# Campanula komarovii
Campanula komarovii är en klockväxtart som beskrevs av Maleev. Campanula komarovii ingår i släktet blåklockor, och familjen klockväxter. Inga underarter finns listade i Catalogue of Life.